# Роберто Коломбо (футболіст)
Роберто Коломбо (італ. Roberto Colombo, нар. 24 серпня 1975, Монца) — італійський футболіст, воротар клубу «Наполі».

## Ігрова кар'єра
Народився 24 серпня 1975 року в місті Монца. Вихованець футбольної школи «Мілана». Проте за основну команду «росо-нері» так і не зіграв, виступаючи на правах оренди за нижчолігові італійські клуби.
Своєю грою за привернув увагу представників тренерського штабу «Падови», до складу якої приєднався на початку 2000 року. Відіграв за клуб з Падуї наступні п'ять з половиною сезонів своєї ігрової кар'єри. Більшість часу, проведеного у складі «Падови», був основним голкіпером команди. Відзначався досить високою надійністю, пропускаючи в іграх чемпіонату в середньому менше одного голу за матч.
Після цього сезон провів за сан-маринський «Сан-Марино Кальчо», який виступав в італійській футбольній структурі, а влітку 2006 року перейшов у «Болонью», яка через два сезони вийшла в Серію А, що дозволило воротарю у сезоні 2008–09 дебютувати в елітному італійському дивізіоні.
Протягом сезону 2010–11 захищав кольори «Трієстіни», у складі якої був основним воротарем. Але не зміг допомогти команді зберегти прописку в Серії В і по завершенні сезону покинув команду.
До складу клубу «Наполі» приєднався 2011 року, проте не зміг виграти конкуренцію у досвідчених Моргана Де Санктіса та Антоніо Розаті і став лише третім воротарем команди.

## Статистика виступів

### Статистика клубних виступів
| Сезон               | Команда             | Чемпіонат           | Чемпіонат | Чемпіонат | Національний кубок | Національний кубок | Національний кубок | Континентальні кубки | Континентальні кубки | Континентальні кубки | Інші змагання | Інші змагання | Інші змагання | Усього | Усього |
| Сезон               | Команда             | Ліга                | Ігор      | Голів     | Ліга               | Ігор               | Голів              | Ліга                 | Ігор                 | Голів                | Ліга          | Ігор          | Голів         | Ігор   | Голів  |
| ------------------- | ------------------- | ------------------- | --------- | --------- | ------------------ | ------------------ | ------------------ | -------------------- | -------------------- | -------------------- | ------------- | ------------- | ------------- | ------ | ------ |
| 1995-96             | «Вальданьо»         | C2                  | 19        | −14       | КІ-C               | ?                  | ?                  | —                    | —                    | —                    | —             | —             | —             | 19+    | −14+   |
| 1996-97             | «Фіоренцуола»       | C1                  | 3         | −4        | КІ-C               | ?                  | ?                  | —                    | —                    | —                    | —             | —             | —             | 3+     | −4+    |
| 1997-98             | «Сольб'ятезе»       | C2+Плей-аут         | 27+?      | −35+?     | ?                  | ?                  | ?                  | —                    | —                    | —                    | —             | —             | —             | 27+    | −35+   |
| 1998-99             | «Монца»             | B                   | 1         | −2        | КІ                 | ?                  | ?                  | —                    | —                    | —                    | —             | —             | —             | 1+     | −2+    |
| 1999-00             | «Мілан»             | A                   | 0         | 0         | КІ                 | 0                  | 0                  | —                    | —                    | —                    | —             | —             | —             | 0      | 0      |
| 1999-00             | «Падова»            | C2                  | 14        | −13       | КІ-C               | ?                  | ?                  | —                    | —                    | —                    | —             | —             | —             | 14+    | −13+   |
| 2000-01             | «Падова»            | C2                  | 21        | −13       | КІ-C               | ?                  | ?                  | —                    | —                    | —                    | —             | —             | —             | 21+    | −13+   |
| 2001-02             | «Падова»            | C1                  | 1         | −1        | КІ-C               | ?                  | ?                  | —                    | —                    | —                    | —             | —             | —             | 1+     | −1+    |
| 2002-03             | «Падова»            | C1+Плей-оф          | 24+2      | −26-2     | КІ-C               | ?                  | ?                  | —                    | —                    | —                    | —             | —             | —             | 26+    | 28+    |
| 2003-04             | «Падова»            | C1                  | 32        | −26       | КІ-C               | ?                  | ?                  | —                    | —                    | —                    | —             | —             | —             | 32+    | −26+   |
| 2004-05             | «Падова»            | C1                  | 34        | −39       | КІ-C               | ?                  | ?                  | —                    | —                    | —                    | —             | —             | —             | 34+    | −39+   |
| Усього за «Падову»  | Усього за «Падову»  | Усього за «Падову»  | 126+2     | −118-2    |                    | ?                  | ?                  |                      | —                    | —                    |               | —             | —             | 128+   | −120+  |
| 2005-06             | «Сан-Марино Кальчо» | C1+Плей-аут         | 33+2      | −35-0     | КІ-C               | 1                  | ?                  | —                    | —                    | —                    | —             | —             | —             | 36+    | −35+   |
| 2006-07             | «Болонья»           | B                   | 1         | −1        | КІ                 | ?                  | ?                  | —                    | —                    | —                    | —             | —             | —             | 1+     | −1+    |
| 2007-08             | «Болонья»           | B                   | 0         | 0         | КІ                 | ?                  | ?                  | —                    | —                    | —                    | —             | —             | —             | 0+     | 0+     |
| 2008-09             | «Болонья»           | A                   | 3         | −6        | КІ                 | 2                  | ?                  | —                    | —                    | —                    | —             | —             | —             | 5+     | −6+    |
| 2009-10             | «Болонья»           | A                   | 4         | −3        | КІ                 | ?                  | ?                  | —                    | —                    | —                    | —             | —             | —             | 4+     | −3+    |
| Усього за «Болонью» | Усього за «Болонью» | Усього за «Болонью» | 8         | −10       |                    | 2                  | ?                  |                      | —                    | —                    |               | —             | —             | 10+    | −10+   |
| 2010-11             | «Трієстіна»         | B                   | 33        | −44       | КІ                 | 0                  | 0                  | —                    | —                    | —                    | —             | —             | —             | 33     | −44    |
| 2011-12             | «Наполі»            | A                   | 0         | 0         | КІ                 | 0                  | 0                  | ЛЧ                   | 0                    | 0                    | —             | —             | —             | 0      | 0      |
| 2012-13             | «Наполі»            | A                   | —         | —         | КІ                 | —                  | —                  | ЛЄ                   | —                    | —                    | СІ            | 0             | 0             | 0      | 0      |
| Усього за «Наполі»  | Усього за «Наполі»  | Усього за «Наполі»  | 0         | 0         |                    | 0                  | 0                  |                      | 0                    | 0                    |               | 0             | 0             | 0      | 0      |
| Усього за кар'єру   | Усього за кар'єру   | Усього за кар'єру   | 250+4     | −262-2    |                    | 3                  | ?                  |                      | —                    | —                    |               | —             | —             | 257+   | −264+  |

## Титули і досягнення
- Володар Кубка Італії: 2012, 2014
- Володар Суперкубка Італії: 2014.